# 브루클린 데커
브루클린 데커(Brooklyn Decker, 1987년 4월 12일 ~ )는 미국의 모델, 배우이다. 2009년 미국의 테니스 선수 앤디 로딕과 결혼하였다.

## 출연 작품

### 영화
- 악마는 프라다를 입는다 (2006)
- 솔리터리 맨 (2009)
- 마이 프리텐드 와이프 (2011)
- 배틀쉽 (2012)
- 임신한 당신이 알아야 할 모든 것 (2012)
- 스트레치 (2014)
- 피트니스 스캔들 (2015)
- 러브송 (2016)
- 밴드 에이드 (2017)
- 그녀들을 도와줘 (2018)

### 텔레비전
- 척 (2009)
- 로열 페인스 (2009)
- 어글리 베티 (2009)
- 당신의 집을 고쳐드립니다 (2010)
- 더 리그 (2012)
- 뉴 걸 (2013)
- 그레이스 앤 프랭키 (2015-22)
- 립 싱크 배틀 (2019) - 본인